# Bakterioliza
Bakterioliza, fenomen Pfeiffera – zjawisko polegające na uszkodzeniu lub rozpuszczaniu bakterii, zachodzące wskutek działania czynników chemicznych, fizycznych bądź biologicznych. Do czynników biologicznych należą np. enzymy trawienne komórek fagocytujących oraz lizozym występujący w płynach ustrojowych. Zjawisko to może zachodzić zarówno wewnątrz organizmu, jak i poza nim. Działanie bakteriolityczne mają także liczne leki, detergenty i wiele związków chemicznych. Z czynników fizycznych można wymienić ultradźwięki oraz niektóre rodzaje promieniowania.